# Martin Davey

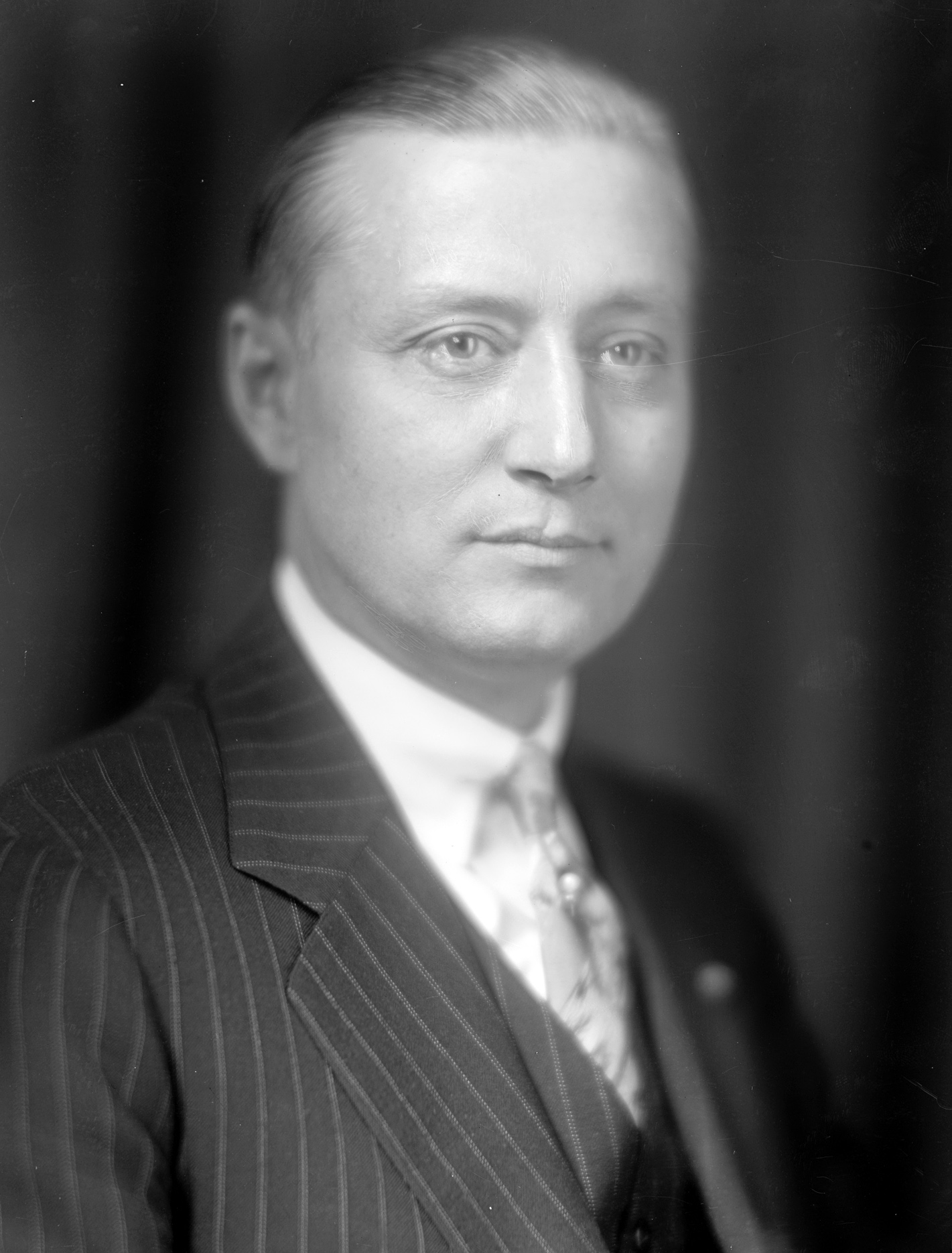
Martin Davey

Martin Luther Davey (* 25. Juli 1884 in Kent, Ohio; † 31. März 1946 ebenda) war ein US-amerikanischer Politiker und von 1935 bis 1939 der 53. Gouverneur des Bundesstaates Ohio.

## Frühe Jahre und politischer Aufstieg
Martin Davey besuchte bis 1906 die Oberlin Academy und danach das Oberlin College. Danach stieg er in das Baumschulgeschäft seines Vaters ein. Im Jahr 1909 wurde er Manager und 1923 Präsident der Davey Tree Export Company. Außerdem beteiligte er sich am Immobiliengeschäft.
Als Mitglied der Demokratischen Partei war er zwischen 1913 und 1918 Bürgermeister von Kent sowie zwischen 1918 und 1921 Mitglied des US-Repräsentantenhauses in Washington. Von 1923 und 1929 gehörte er erneut dem Kongress an. In den Jahren 1932 und 1940 war er Delegierter zur Democratic National Convention, bei der jeweils Franklin D. Roosevelt als Präsidentschaftskandidat nominiert wurde. 1928 bewarb er sich erfolglos gegen Myers Y. Cooper um das Amt des Gouverneurs von Ohio. Bei den Gouverneurswahlen des Jahres 1934 schaffte er dann mit 51,1 Prozent der Stimmen den Wahlsieg gegen den Republikaner Clarence J. Brown.

## Gouverneur von Ohio
Martin Davey trat sein neues Amt am 17. Januar 1935 an. Nach einer Wiederwahl im Jahr 1936 konnte er es bis zum 9. Januar 1939 ausüben. Seine Regierungszeit war überschattet von Konflikten mit der Legislative (Repräsentantenhaus und Senat von Ohio) und der Bundesregierung unter Präsident Roosevelt. Der Streit mit der Legislative entzündete sich an Sonderwünschen des Gouverneurs für Luxusartikel zur Einrichtung der Gouverneursvilla oder der Anschaffung einer teuren Limousine. Die Abgeordneten und Senatoren lehnten die Finanzierung dieser Posten als unnötig und übertrieben ab. Der Gouverneur besorgte sich die abgelehnten Gegenstände trotzdem und verrechnete es über den Haushalt der Nationalgarde. Als deren Oberkommandierender glaubte er, das Recht dazu zu haben. Bei der Entlassung eines Aufsehers der Strafanstalt ließ er dessen Haus von der Nationalgarde räumen und stellte ihm die Möbel auf die Straße. Trotz dieser negativen Umstände schaffte es Davey, 1936 wiedergewählt zu werden, wobei er John W. Bricker besiegte. Der Grund hierfür war die Abschaffung der Steuern auf Lebensmittel, der sich die Legislative widersetzte, die aber bei der Bevölkerung gut ankam.
Der Konflikt mit Präsident Roosevelt begann bereits sechs Wochen nach seinem Amtsantritt 1935. Davey bezeichnete die New-Deal-Politik des Präsidenten für Ohio als grausam, unmenschlich und verschwenderisch. Die Bundesregierung warf daraufhin dem Gouverneur Verschwendung von Bundesgeldern vor. Der Konflikt zog sich durch Daveys gesamte Regierungszeit und ruhte nur während des Gouverneurwahlkampfs im Jahr 1936. Unabhängig von diesen Ereignissen wurden in Daveys Amtszeit die Schulen finanziell besser unterstützt, das Rentensystem verbessert und eine Arbeitslosenversicherung eingeführt. Trotzdem führten die Querelen mit der Roosevelt-Regierung im Jahr 1938 dazu, dass die Demokratische Partei Ohios, unterstützt von der Bundespartei und der Bundesregierung, Davey nicht mehr für eine weitere Amtszeit nominierte. Daraufhin musste er im Januar 1939 aus seinem Amt ausscheiden. Die Demokraten nominierten Charles W. Sawyer als ihren Kandidaten. Davey verweigerte ihm seine Unterstützung und hat, wenn auch nicht offiziell, den republikanischen Kandidaten John W. Bricker unterstützt.

## Weiterer Lebenslauf
Im Jahr 1940 wurde er noch einmal von den Demokraten für eine weitere Amtszeit als Gouverneur nominiert. Viele Demokraten hatten ihm aber sein Verhalten gegenüber der Bundesregierung und gegenüber Charles Sawyer nicht verziehen und wählten zu großen Teilen den Republikaner Bricker. Davey erlitt dadurch eine der bis dahin höchsten Wahlniederlagen bei Gouverneurswahlen von Ohio. Danach zog er sich aus der Politik zurück und widmete sich seinen privaten Geschäften. Er starb 1946 in Kent. Martin Davey war mit Berenice Chrisman verheiratet, mit der er drei Kinder hatte.